# Brevibarbis angolana
Brevibarbis angolana is een insect uit de familie van de vlinderhaften (Ascalaphidae), die tot de orde netvleugeligen (Neuroptera) behoort. 
Brevibarbis angolana is voor het eerst wetenschappelijk beschreven door Tjeder & Hansson in 1992.